# دوري أبطال العرب 2008–09
دوري أبطال العرب 2008–09 هي النسخة السادسة من البطولة ولعبت بنظام خروج المغلوب بمشاركة 35 نادي. توج نادي الترجي التونسي باللقب للمرة الثانية في تاريخ على حساب نادي الوداد البيضاوي المغربي.

## الفرق المشاركة
- تنافس 35 نادياً من الدول التالية.

### آسيا
| البحرين (1)                  | البسيتين (وصيف الدوري البحريني الممتاز 2007–08)                                                                      |
| العراق (1)                   | القوة الجوية (ثالث الدوري الممتاز 2007–08)                                                                           |
| الأردن (3)                   | الوحدات (بطل الدوري الأردني 2007–08) الفيصلي (وصيف الدوري الأردني 2007–08) شباب الأردن (ثالث الدوري الأردني 2007–08) |
| الكويت (3)                   | الكويت (بطل الدوري الكويتي 2007–08) القادسية (وصيف الدوري الكويتي 2007–08) العربي (رابع الدوري الكويتي 2007–08)      |
| لبنان (1)                    | الأنصار (وصيف الدوري الممتاز 2007–08)                                                                                |
| قطر (0)                      | انسحب |
| عمان (1)                     | ظفار (وصيف الدوري العماني 2007–08)                                                                                   |
| فلسطين (1)                   | ترجي واد النيص (بطل الدوري الممتاز 2007–08)                                                                          |
| السعودية (2)                 | الحزم (ثالث كأس الأبطال 2008) الوحدة (الدوري الممتاز 2007–08 بطاقة دعوة)                                             |
| سوريا (2)                    | الاتحاد (ثالث الدوري الممتاز 2007–08) الطليعة (رابع الدوري الممتاز 2007–08)                                          |
| الإمارات العربية المتحدة (1) | الشعب (خامس دوري المحترفين 2007–08)                                                                                  |
| اليمن (1)                    | الهلال الساحلي (بطل الدوري اليمني 2007–08)                                                                           |

### أفريقيا
| الجزائر (3)   | وفاق سطيف (بطل دوري الأبطال 2007–08، ثالث البطولة 2007–08) اتحاد الجزائر (رابع البطولة 2007–08) اتحاد عنابة (البطولة 2007–08 بطاقة دعوة)                 |
| جزر القمر (1) | جاكم |
| جيبوتي (1)    | العقارية (بطل الدوري الممتاز 2007–08) |
| مصر (1)       | الإسماعيلي (وصيف الدوري الممتاز 2007–08) |
| ليبيا (2)     | الاتحاد (بطل الدوري الممتاز 2007–08) الأهلي (وصيف الدوري الممتاز 2007–08)                                                                                |
| موريتانيا (1) | نصر السبخة |
| المغرب (3)    | الرجاء البيضاوي (ثالث البطولة 2007–08) حسنية أكادير (رابع البطولة 2007–08) الوداد البيضاوي (البطولة 2007–08 بطاقة دعوة)                                  |
| الصومال (1)   | دالو |
| السودان (2)   | الهلال (بطل الدوري الممتاز 2007–08) المريخ (وصيف الدوري الممتاز 2007–08)                                                                                 |
| تونس (3)      | الترجي (ثالث الرابطة الأولى 2007–08) الاتحاد الرياضي المنستيري (رابع الرابطة الأولى 2007–08) النادي الرياضي الصفاقسي (الرابطة الأولى 2007–08 بطاقة دعوة) |

## النظام
- يحق لكل اتحاد إرسال (1~2) فرق تنتمي إلى دوريات الدرجة الممتازة.
  - يجب أن يكون الفريق قد اتحل أحد المراكز الخمسة الأولى في الموسم الماضي، أو بطل/وصيف الكأس.
- عدد الفرق المخصصة لكل اتحاد يعتمد على نتائجهم في النسخ السابقة من دوري أبطال العرب.
- الراعي الرسمي شبكة راديو وتلفزيون العرب يمكنها اختيار الفرق المتبقية لإكمال الفرق ال32، لذا فقد يصل العدد إلى 3 فرق من بلد واحد.
- تأهل نادي وفاق سطيف الجزائري مباشرة بصفته حامل اللقب.
- التصفيات: مرحلة خروج مغلوب
- دور ال32: مرحلة خروج مغلوب
- دور ال16: مرحلة خروج مغلوب
- دور الثمانية: مرحلة خروج مغلوب
- نصف النهائي والنهائي: مرحلة خروج مغلوب

## الجوائز
- البطل: 1,000,000 $
- الوصيف: 650,000 $
- دور الأربعة: 200,000 $
- دور الثمانية: 100,000 $
- دور ال16: 40,000 $
- دور ال32: 20,000 $
- التصفيات: 5,000 $

## المرحلة التأهيلية
- لعبت 4 فرق مواجهة من مباراة واحدة.
- تأهل الفائز إلى دور ال32.

|  | نصف النهائي            | نصف النهائي |   |  | النهائي                 | النهائي |  |
|  |                        |             |   |  |                         |         |  |
|  | 4 أكتوبر 2008 - جيبوتي |             |   |  |                         |         |  |
|  | ترجي واد النيص         | 4           |   |  |                         |         |  |
|  | جاكم                   | 1           |   |  |                         |         |  |
|  |                        |             |   |  |                         |         |  |
|  |                        |             |   |  | 10 أكتوبر 2008 - جيبوتي |         |  |
|  |                        |             |   |  | ترجي واد النيص          | 4       |  |
|  |                        | العقارية    | 2 |  |                         |         |  |
|  |                        |             |   |  |                         |         |  |
|  |                        |             |   |  |                         |         |  |
|  |                        |             |   |  |                         |         |  |
|  | 6 أكتوبر 2008 - جيبوتي |             |   |  |                         |         |  |
|  | العقارية               | 2 (ج.)      |   |  |                         |         |  |
|  | دالو                   | 2           |   |  |                         |         |  |

## دور ال32
لعب 32 فريق مباراتي ذهاب وإياب.
| الفريق الأول            | إجم.        | الفريق الثاني             | مباراة الذهاب | مباراة الإياب |
| ----------------------- | ----------- | ------------------------- | ------------- | ------------- |
| وفاق سطيف               | 3–2         | الأنصار                   | 3–2           | 0–0           |
| القوة الجوية            | 2–1         | حسنية أكادير              | 2–1           | 0–0           |
| اتحاد الجزائر           | 4–3         | الوحدة                    | 3–0           | 1–3           |
| الاتحاد                 | 0–0 (4–2 ر) | اتحاد عنابة               | 0–0           | 0–0           |
| الوداد البيضاوي         | 5–0         | شباب الأردن               | 3–0           | 2–0           |
| الوحدات                 | 3–1         | ظفار                      | 2–1           | 1–0           |
| الإسماعيلي              | 7–2         | البسيتين                  | 3–1           | 4–1           |
| الاتحاد                 | 2–3         | الاتحاد الرياضي المنستيري | 1–1           | 1–2           |
| النادي الرياضي الصفاقسي | 3–0         | نصر السبخة                | 3–0           | 0–0           |
| الترجي                  | 0–0 (9–8 ر) | الأهلي                    | 0–0           | 0–0           |
| الرجاء البيضاوي         | 6–2         | الطليعة                   | 4–0           | 2–2           |
| الفيصلي                 | 2–1         | ترجي واد النيص            | 0–0           | 2–1           |
| الكويت                  | (ا/س) 1     | الهلال الساحلي            | 3–0           | ألغيت         |
| القادسية                | (ا/س) 1     | الحزم                     | ألغيت         | ألغيت         |
| الهلال                  | (ا/س) 1     | العربي                    | ألغيت         | ألغيت         |
| المريخ                  | (ا/س) 2     | الشعب                     | –             | –             |

1 ألغيت مباريات الأندية الكويتية إثر قرار الفيفا بتجميد نشاط الاتحاد الكويتي لكرة القدم.
2 انسحب  الشعب.
- لعبت مباريات الذهاب في 28 و29 أكتوبر 2008.
- لعبت مباريات الإياب في 25 و26 نوفمبر 2008.

## دور ال16
لعب 16 فريق مباراتي ذهاب وإياب.
| الفريق الأول            | إجم.    | الفريق الثاني             | مباراة الذهاب | مباراة الإياب |
| ----------------------- | ------- | ------------------------- | ------------- | ------------- |
| الهلال الساحلي          | 2–8     | الترجي                    | 1–2           | 1–6           |
| القوة الجوية            | 1–3     | الاتحاد الرياضي المنستيري | 1–1           | 0–2           |
| الإسماعيلي              | 7–2     | اتحاد الجزائر             | 3–1           | 4–1           |
| الحزم                   | 1–5     | الفيصلي                   | 0–2           | 1–3           |
| المريخ                  | 7–8     | الوحدات                   | 3–1           | 4–7           |
| النادي الرياضي الصفاقسي | 1–0     | الرجاء البيضاوي           | 0–0           | 1–0           |
| الاتحاد                 | 1–2     | الوداد البيضاوي           | 1–0           | 0–2           |
| الهلال                  | (ا/س) 1 | وفاق سطيف                 | 1–2           | –             |

1 انسحب  الهلال.
- لعبت مباريات الذهاب في 16 ديسمبر 2008.
- لعبت مباريات الإياب في 26 ديسمبر 2008.

## ربع النهائي
لعبت 8 فرق مباراتي ذهاب وإياب.
| الفريق الأول              | إجم.        | الفريق الثاني           | مباراة الذهاب | مباراة الإياب |
| ------------------------- | ----------- | ----------------------- | ------------- | ------------- |
| الفيصلي                   | 2–7         | النادي الرياضي الصفاقسي | 2–3           | 0–4           |
| الإسماعيلي                | 3–3 (3–4 ر) | الترجي                  | 1–2           | 2–1           |
| الاتحاد الرياضي المنستيري | 2–4         | وفاق سطيف               | 1–1           | 1–3           |
| الوحدات                   | 2–5         | الوداد البيضاوي         | 2–1           | 0–4           |

- لعبت مباريات الذهاب في الفترة ما بين 1 و4 مارس 2009.
- لعبت مباريات الإياب في الفترة ما بين 1 و4 مارس 2009.

## نصف النهائي
لعبت 4 فرق مباراتي ذهاب وإياب.
| الفريق الأول            | إجم. | الفريق الثاني   | مباراة الذهاب | مباراة الإياب |
| ----------------------- | ---- | --------------- | ------------- | ------------- |
| وفاق سطيف               | 0–3  | الترجي          | 0–1           | 0–2           |
| النادي الرياضي الصفاقسي | 1–3  | الوداد البيضاوي | 1–1           | 0–2           |

### مباراة الذهاب
| وفاق سطيف | 0–1 | الترجي            |
| --------- | --- | ----------------- |
|           |     | أسامة الدراجي 75' |

| النادي الرياضي الصفاقسي | 1–1 | الوداد البيضاوي   |
| ----------------------- | --- | ----------------- |
| بليز كواسي 45'          |     | يونس المنقاري 75' |

### مباراة الإياب
| الوداد البيضاوي                        | 2–0 | النادي الرياضي الصفاقسي |
| -------------------------------------- | --- | ----------------------- |
| هشام اللويسي 55' · مصطفى بيضوضان 90+1' |     |                         |

| الترجي                                   | 2–0 | وفاق سطيف |
| ---------------------------------------- | --- | --------- |
| زين العابدين السويسي 8' · وجدي بوعزي 87' |     |           |

## النهائي
| الفريق الأول    | إجم. | الفريق الثاني | مباراة الذهاب | مباراة الإياب |
| --------------- | ---- | ------------- | ------------- | ------------- |
| الوداد البيضاوي | 1–2  | الترجي        | 0–1           | 1–1           |

### مباراة الذهاب
| الوداد البيضاوي | 0–1 | الترجي           |
| --------------- | --- | ---------------- |
|                 |     | مايكل إنرامو 30' |

### مباراة الإياب
| الترجي                    | 1–1 | الوداد البيضاوي            |
| ------------------------- | --- | -------------------------- |
| أسامة الدراجي 89' (ركلة.) |     | عبد الصمد رفيق 66' (ركلة.) |

## البطل
| بطل دوري أبطال العرب 2008–09 |
| ---------------------------- |
| تونس                         |
| الترجي اللقب الثاني          |

## الهدافين
| رتبة | الاسم            | فريق                      | أهداف |
| ---- | ---------------- | ------------------------- | ----- |
| 1    | عبد المالك زياية | وفاق سطيف                 | 5     |
| 1    | محمود شلباية     | الوحدات                   | 5     |
| 1    | عبد الصمد رفيق   | الوحدة                    | 5     |
| 2    | مصطفى بيضوضان    | الوداد البيضاوي           | 4     |
| 2    | مصطفى كريم       | الإسماعيلي                | 4     |
| 2    | هيكل قمامدية     | النادي الرياضي الصفاقسي   | 4     |
| 2    | رأفت علي         | الوحدات                   | 4     |
| 2    | عبد الله السعيد  | الإسماعيلي                | 4     |
| 2    | مايكل إنرامو     | الترجي                    | 4     |
| 2    | هشام الصيفي      | الاتحاد الرياضي المنستيري | 4     |
| 3    | أسامة الدراجي    | الترجي                    | 3     |
| 3    | وجدي بوعزي       | الترجي                    | 3     |
| 3    | حسن الطير        | الرجاء البيضاوي           | 3     |
| 3    | عبد الحميد عماري | المريخ                    | 3     |
| 3    | مهاب سعيد        | الإسماعيلي                | 3     |
| 4    | 14 لاعب          | 14 لاعب                   | 2     |
| 5    | 54 لاعب          | 54 لاعب                   | 1     |

- مصدر: Kooora.com

## روابط خارجية
- Arab Champions' League 2008/09 rsssf.com